# 釣りバカ日誌12 史上最大の有給休暇
『釣りバカ日誌12 史上最大の有給休暇』（つりバカにっしじゅうに しじょうさいだいのゆうきゅうきゅうか）は、2001年8月18日公開の日本映画。釣りバカ日誌シリーズ第14作（レギュラーシリーズ第12作）。今作から題名の数字部分を日本語読みするようになり副題が付いた。
タイトルは、年次有給休暇を消化し尽くした主人公の浜崎伝助（浜ちゃん）が休暇を取得できるかどうかがストーリーの伏線の一つとなっていることから。

## あらすじ
鈴木建設の釣り愛好会「鈴木建設フィッシング・クラブ」の会長の高野常務（青島幸男）が辞表を提出する。永年の夢であった晴釣雨読の釣り三昧の暮らしのために、空き家となっていた山口県萩市の実家に戻るという。
そんな高野の生き方に少なからずショックを受けたハマちゃん（西田敏行）とスーさん（三國連太郎）だったが、数日後にスーさんに山口出張の話が舞い込み、ハマちゃんは有給休暇を使って出張に潜り込むことになるのだが、萩で2人が高野の姪である梢（宮沢りえ）から聞かされたのは、高野が入院しているという事実だった…。

## キャスト
浜崎家
- 浜崎伝助（鈴木建設営業三課） - 西田敏行
- 浜崎みち子（妻） - 浅田美代子
- 浜崎鯉太郎（息子） - 菅原隆一

鈴木家
- 鈴木一之助（鈴木建設代表取締役社長） - 三國連太郎
- 鈴木久江（妻） - 奈良岡朋子

メインゲスト
- 木戸梢（高野の姪・薬剤師） - 宮沢りえ
- 上杉晋（高野の主治医） - 吉岡秀隆

鈴木建設
- 秋山（専務） - 加藤武
- 高野研一郎（常務） - 青島幸男
- 堀田智明（常務） - 鶴田忍
- 原口三郎（人事担当取締役） - 柴俊夫
- 川島昭一（営業担当取締役） - 荻島真一
- 草森（秘書課長） - 中村梅雀
- 佐々木和男（営業三課課長） - 谷啓
- 蛸島（営業三課係長） - 加藤満
- 妙子（営業三課） - 辺見えみり
- 前原（運転手） - 笹野高史

その他
- 太田八郎（ハマちゃんの隣人） - 中本賢
- 太田パトリシア（八郎の妻） - アベリータ・フルタ
- 太田小百合（八郎の娘） - 高橋成子
- 渡辺（松井電機施設部長） - 大杉漣
- 茉莉（松井電機） - 梶原真弓

## スタッフ
- 監督 - 本木克英
- 原作 - やまさき十三（作）、北見けんいち（画）（小学館「ビッグコミックオリジナル」連載）
- 脚本 - 山田洋次、朝間義隆
- プロデューサー - 瀬島光雄、中川滋弘、深澤宏
- 音楽 - 大島ミチル
- 音楽プロデューサー - 伊藤圭一
- 撮影 - 花田三史
- 美術 - 横山豊
- 編集 - 川瀬功
- スチル - 金田正
- 照明 - 土山正人
- 製作進行 - 浅野達彦
- 製作主任 - 小松次郎
- 製作担当 - 岩田均
- 録音 - 岸田和美
- 助監督 - 花輪金一

## ロケ地
- 山口県
  - 吉敷郡阿知須町（当時、現・山口市） - 山口きらら博会場（現・山口きらら博記念公園）内きららドーム
  - 宇部市（ときわ公園、興産大橋）
  - 萩市（萩城跡・菊ヶ浜・松本川・橋本川ほか市内各所）

## 釣ったもの
映画では見島沖でマグロの一本釣りを高野研一郎（青島幸男）が釣ったことになっているが映画ではそのシーンが出ていない。
ほかにもスーさんの竿にきたフグもある。映画内で浜ちゃんがフグを捌くシーンがあるが、山口県ではフグを無免許の者が捌くことは禁じられている（従って、スーさんのように釣り上げたフグの毒でしびれるということも、実際に起こる確率は低い）。

## エピソード
- 松竹大船撮影所が閉鎖されたため、東映東京撮影所で撮影された[2]。同時期に『ホタル』の撮影も同所で行われていて、監督の本木克英が役者としてキリンの生茶で高倉健と共演していたため、高倉に挨拶に行ったら、後から「釣りバカ」の撮影現場に高倉から大量のアンパンの差し入れが届いた[2]。

## その他
- 高野が亡くなった後、日本海に散骨するシーンが描かれている。
- 興産大橋（宇部伊佐専用道路）は、作中のように関係者でない一般車両が通過することは基本的にできない。

## 地上波放送履歴
| 回数  | テレビ局   | 番組名           | 放送日       |
| ----- | ---------- | ---------------- | ------------ |
| 初回  | TBS        | 水曜プレミア     | 2004年5月5日 |
| 2回目 | TBS        | 月曜ゴールデン   | 2006年4月3日 |
| 3回目 | 日本テレビ | 金曜ロードショー | 2009年5月1日 |